# Tarczomrowiec jasnolicy
Tarczomrowiec jasnolicy, tarczomrowiec, mrowiec czarnolicy (Sakesphoroides cristatus) – gatunek małego ptaka z rodziny chronkowatych (Thamnophilidae). Występuje endemicznie w północno-wschodniej i wschodniej Brazylii. Nie jest zagrożony wyginięciem.

## Taksonomia
Po raz pierwszy gatunek opisał Maximilian zu Wied-Neuwied w 1831. Przydzielił mu nazwę Thamnophilus cristatus. Holotyp pochodził ze stanu Bahia (Brazylia). Obecnie IOC umieszcza gatunek w rodzaju Sakesphorus. Gatunek monotypowy. W 2024 roku opisano nowy gatunek Sakesphoroides niedeguidonae (tarczomrowiec rdzawy); IOC wstępnie uznał go za podgatunek Sakesphoroides cristatus, jednak autorzy Kompletnej listy ptaków świata klasyfikują go jako osobny gatunek.

## Morfologia
Długość ciała wynosi około 14 cm (Jacques Pucheran wskazuje długość 168 mm). Carl Eduard Hellmayr podaje wymiary dla jednego samca: długość skrzydła 67 mm, ogona 59 mm (według Pucherana 78 mm); Pucheran podaje długość dzioba 12 mm, skoku 30 mm.
U samca czoło, czub, przód głowy, gardło i środek piersi czarne, pozostała część głowy i spód ciała szarobiałe. Grzbiet szarobrązowy. Skrzydła i ogon czarne, pokrywy skrzydłowe z białymi krawędziami; na lotkach cynamonowe krawędzie. Na sterówkach białe kropki i zakończenia. Samicę wyróżniają rdzawe czoło i wierzch głowy; pozostała część głowy i spód ciała płowobrązowe; lotki bardziej brązowe; ogon rdzawobrązowy.

## Zasięg występowania
Tarczomrowiec czarnolicy jest endemitem północno-wschodniej i wschodniej Brazylii. Zasiedla centralny stan Ceará, południowo-wschodnie Piauí, zachodnie Pernambuco, Bahię (z wyjątkiem wybrzeża) i północny Minas Gerais (na południe do górnej części doliny rzeki São Francisco).

## Ekologia
S. cristatus występuje w podszycie i środkowych warstwach lasów z drzewami zrzucającymi liście oraz suchych nizinnych formacji caatinga, przeplatających się z mata-de-cipó. Spotykany do wysokości 1100 m n.p.m. Najchętniej przebywa w obszarach, gdzie drzewa i krzewy osiągają przeciętnie 4 do 5 m wysokości. Występuje także w ekotonach pomiędzy lasami z drzewami zrzucającymi liście a lasami wiecznie zielonymi, szczególnie, gdy w tych obszarach występują winorośle.
Szczegóły związane z odżywaniem słabo poznane. Tarczomrowce czarnolice jedzą owady i inne stawonogi. Żerują samotnie, w parach, niekiedy dołączają się do stad wielogatunkowych. Przebywają wtedy od poziomu gruntu po 10 m (przeważnie do 2) nad ziemią, starając się pozostać w gęstej roślinności. Przeważnie zdobycz jest zbierana ze spodu gałęzi, winorośli lub wiszącego liścia. Na stawonogi naziemne ptak skacze. Niekiedy do góry nogami porusza się pomiędzy plątaniną winorośli rosnącej przy pniu, zbierając zdobycz z całej jej powierzchni.
Brak informacji o rozrodzie.

## Status i zagrożenia
Przez IUCN gatunek klasyfikowany jest jako najmniejszej troski (LC, Least Concern) niezmiennie od 1994 (stan w 2020). Jedynie w 1988 otrzymał miano bliskiego zagrożenia (NT, Near Threatened). Trend liczebności populacji uznawany jest za spadkowy. BirdLife International wymienia 10 ostoi ptaków IBA, w których występuje gatunek. Są to m.in. Park Narodowy Boa Nova, Park Narodowy Serra da Capivara, Park Narodowy Chapada Diamantina i Park Narodowy Serra das Confusões. Utworzenie rezerwatów czy parków chroniących obszary caatinga i mata-de-cipó może pomóc nie tylko populacji tarczomrowca czarnolicego, ale np. gajowcom (Rhopornis ardesiacus; zagrożony) i mrówkodławikom cienkodziobym (Formicivora iheringi; bliski zagrożenia), na których populacji także odbiły się nadmierny wypas i wycinka w wymienionych obszarach.